# Matreya Fedor
Matreya Natasha Fedor (Vancouver, 11 de março de 1997) é uma atriz canadense, conhecida por seu papel como Echo Zizzleswift em Mr. Young e como Phoebe na série The Troop.

## Vida e carreira
Matreya Fedor nasceu em 11 de Março de 1997, em Vancouver, British Columbia, Canadá. Desde 2006, ela já atuou em vários 'Curta-metragens' e programas de televisão, e apareceu em alguns filmes. Ela teve um papel recorrente na Nickelodeon na série The Troop, e co-estrelou a sitcom Mr. Young, junto com o ator Brendan Meyer. Ela também apareceu em um comercial para a Carnival Cruise Lines. Matreya, foi escalada como Ava no filme "Meu único Desejo de Natal", estrelado pela atriz Amber Riley da série de TV Glee.

## Filmografia
| Ano       | Título       | Função                  | Notas                                             |
| --------- | ------------ | ----------------------- | ------------------------------------------------- |
| 2007      | Sobrenatural | Tyler Thompson / Taylor | Série de TV (2 episódios: Brinquedos / Exagerado) |
| 2007      | Eureka       | Tina                    | Série de TV (1 episódio: "Duck Duck Goose")       |
| 2009-2010 | The Troop    | Phoebe Collins          | Papel recorrente (6 episódios)                    |
| 2011-2013 | Mr. Young    | Echo Zizzleswift        | Papel principal (76 episódios)                    |
| 2013-2014 | Cedar Cove   | Allison Weston          | Papel recorrente (6 episódios)                    |

| Ano  | Título                                          | Função               | Notas                  |
| ---- | ----------------------------------------------- | -------------------- | ---------------------- |
| 2006 | Slither                                         | Emily Strutemyer     |                        |
| 2006 | In Her Mother´s Footsteps                       | Emma Nolan           |                        |
| 2006 | Trapped Ashes                                   | Jovens Nathalie      |                        |
| 2007 | Mrs. Wetherby Treasure                          | Jodi                 | um vídeo curto         |
| 2007 | Sunshine Girl                                   | Menina Do Sol        | Filme para TV          |
| 2007 | Notas De Amor                                   | Willa                | Filme para TV          |
| 2007 | Nenhum Biquini                                  | Robin                | curta-metragem         |
| 2008 | Teoria Do Caos                                  | Jesse Allen (7 anos) |                        |
| 2009 | O Break-Up Artist                               | Britney (10 anos)    |                        |
| 2009 | Memory Lanes                                    | Emma Morris          | Filme para TV          |
| 2009 | Daysleeper                                      | Elisha               | curta-metragem         |
| 2012 | Omg                                             | Kaylee               | curta-metragem         |
| 2014 | Mamãe Precisa Casar                             | Headly               | Filme para a televisão |
| 2015 | Perfect High                                    | Brooke               | Filme Para A Televisão |
| 2015 | Meu Desejo De Natal                             | Ava                  | Filme para a televisão |
| 2016 | As Aventuras da Mulher Electra e da Garota Dyna | Bernice              |                        |